# Véranda
 (juillet 2025).
 (juillet 2025).

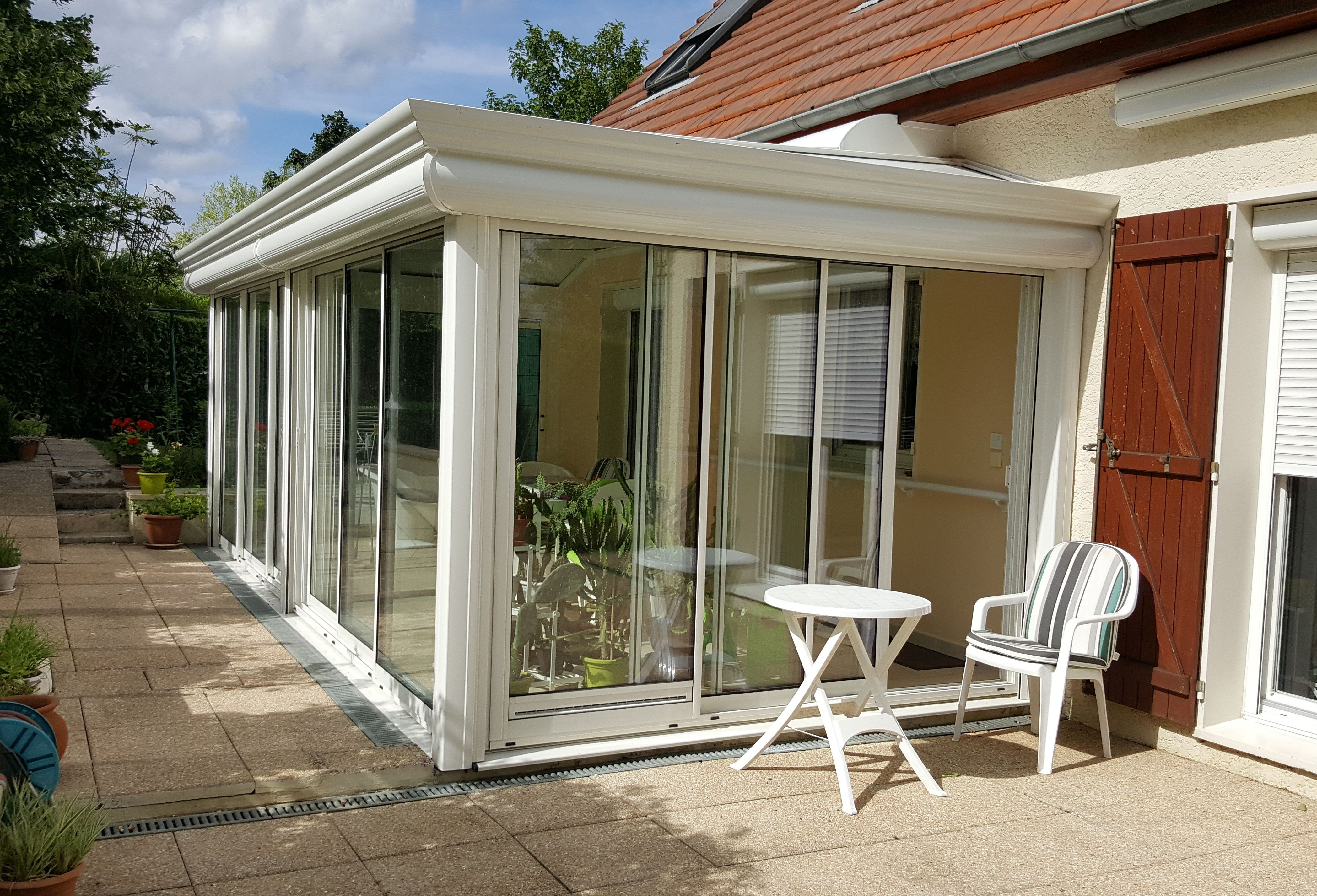
Véranda en aluminium laqué accolée à une maison individuelle.

Une véranda (anciennement écrit aussi « vérandah ») est aujourd'hui une pièce supplémentaire aux parois majoritairement vitrées, utilisée généralement comme salon ou jardin d'hiver. Prolongement d'une maison existante, c'est un porche ou une galerie légère, couvert (toit plein, semi-vitré ou vitré) et à jour, établi sur la façade d’une maison. L'armature est souvent en bois ou en aluminium, parfois en PVC, en fer forgé ou en acier. Selon la définition du glossaire de l'architecture une véranda est une galerie vitrée, fermée ou ouverte, en appentis devant une façade.
Le constructeur de véranda s'appelle un vérandaliste,.

## Les vérandas modernes
Dans les pays du nord, les vérandas sont des espaces clos, dont les parois verticales sont composées d'une manière importante de vitrage.
Dans les démarches récentes d'habitation bioclimatique, les vérandas sont utilisées pour chauffer les habitations par apport solaire.
Dans les pays du sud, les vérandas sont en vitrage pour permettre de climatiser l'espace ou en simple grillage (ou moustiquaire) permettant à l'air extérieur de circuler librement, voire d'être brassé par des ventilateurs, ou combinées à une toiture solaire photovoltaïque, pour permettre d'allier l'avantage de la véranda à la rentabilité du photovoltaïque. 

### L'armature et les variétés
a) La majorité du marché des vérandas actuellement se tourne vers l'aluminium (95 % du marché en France), grâce à ses propriétés physiques qui permettent de construire des armatures isolantes (grâce au procédé de rupture de pont thermique), avec une faible dilatation thermique, avec des possibilités de coloration à long terme et une quasi-absence d'entretien. Les autres matériaux utilisés sont le PVC (adapté seulement aux petites structures en raison de son coefficient de dilatation), le bois qui reste malgré tout une alternative à l'aluminium sur ce marché et qui permet l'utilisation d'une couverture plus isolante que celles utilisées pour les vérandas en aluminium. Les vérandas en bois ont de plus l’avantage de coûter moins cher que les vérandas en aluminium. Le dernier matériau utilisé est l'acier, qui reste marginal dans son ensemble, mais qui offre une esthétique souvent remarquable.
b) Une véranda, par définition, comporte nécessairement des cloisons bâties en dur : maçonnées ou en bois. Ces dernières sont édifiées en supplément du bâtiment pour augmenter les dimensions totales de l'ouvrage de base. Elles sont composées du même matériau que celui-ci auquel la véranda est attenante, de telle sorte que les parois verticales de son châssis prennent appui dessus. En général, il s'agit de murets de quart, tiers ou mi-hauteur (mais guère plus) permettant de solidifier l'ouvrage par une base rigide.
À défaut de ces parois pleines, au sens de l'architecture classique, il s'agit d'une verrière, en présence de verre, ou d'une cage, s'il s'agit de grillage - voire de ferronnerie. 
Si cette construction est isolée du bâtiment principal, on parle alors d'une serre (pour du verre) de volière ou de cage (pour du grillage). Si les panneaux sont en métal, on est en présence d'un jardin d'hiver.
Le vocabulaire désignant ces ouvrages n'est pas clairement fixé. Cependant, c'est la surface rapportée entre les divers composants de la construction qui permet de définir plus précisément celle-ci.
Par exemple :
- si la surface vitrée totale est maximale sans surface en maçonnerie, il s'agit d'une verrière (type de la serre par excellence) ;
- en présence de panneaux en dur de soutien de l'ouvrage, on parle obligatoirement de véranda ;
- dans le cas d'une construction de verre où la surface de toiture excède celle des fenestrages (parois latérales), il s'agit de baie vitrée et la pratique s'accorde à considérer cette variété comme entrant dans la catégorie des verrières.

Certaines vérandas sont équipées de portes vitrées ou de fenêtres. Les portes vitrées permettent de laisser un accès vers le jardin et de faire pénétrer plus de luminosité dans la véranda. Les fenêtres, quant à elles, permettent d'aérer l'intérieur, notamment en été lors des chaleurs importantes. Elles améliorent donc le confort intérieur et permettent également aux plantes disposées dans la véranda de bien se maintenir. 
On distingue plusieurs types d'ouvertures pour les fenêtres de véranda :
- La fenêtre à la française : ouverture vers l'intérieur de la véranda. Elle ne peut être utilisée que si aucun objet ne bloque son ouverture.
- La fenêtre à l'anglaise : ouverture vers l'extérieur de la véranda.
- La fenêtre oscillo-battante : ouverture par pivotement, sachant que l'axe de rotation est horizontal et se situe sur la bordure basse de la fenêtre. L'espace ouvert est donc dans sa partie haute.
- La fenêtre à l'italienne : ouverture par pivotement avec un axe de rotation horizontal qui se situe, contrairement à l'ouverture oscillo-battante, sur la bordure haute de la fenêtre. La fenêtre à l'italienne s'ouvre vers l'extérieur de la véranda et son espace ouvert se trouve dans sa partie basse.

### Les toitures de vérandas
La toiture d'une véranda est composée de trois éléments principaux :
- La charpente : support de la couverture et de l'isolation
- L'isolation : elle conditionne le bien-être ressenti dans la véranda. Une véranda mal isolée (du froid ou du chaud) ne sera pas confortable.
- La couverture : elle peut être opaque, translucide ou transparente, composée de « plaques de remplissage » ou d'une couverture plus classique de type tuiles (terre cuite ou béton), ardoises, bardeaux bitumeux, etc. ou transparente (verre) ou translucide (plaques de polycarbonate).

Ces « plaques de remplissage » peuvent être composées de nombreux éléments, mais d'une manière générale, on retrouve principalement trois composés principaux : 
- Le verre : matériau roi de la véranda. Toutefois, il faut faire attention avec celui-ci aux apports solaires trop importants et aux risques d'éblouissement en pleine période estivale. Des traitements modernes permettent toutefois de limiter ces deux aspects.
- Le polycarbonate : plaques de plastique alvéolaire. Élément très léger ne permettant pas de voir le ciel à travers lui (translucide) mais laissant passer la luminosité. Tout comme le verre, il faut faire attention aux risques de surchauffe en cas d'exposition sud. Il existe des traitements comme pour le verre pour ce matériau, mais ils restent moins efficaces que ceux pratiqués sur le verre. Attention aussi avec ce matériel aux nuisances sonores en cas de pluie. Le polycarbonate n'est pas isolant (pièce froide à très froide l'hiver, pièce chaude à très chaude l'été, selon l'exposition).
- Le « panneau sandwich » : deux plaques d'aluminium entre lesquelles on met de l'isolant thermique, et d'une manière optionnelle une isolation acoustique. Totalement opaque, ne laisse pas passer la lumière. Ces plaques existent en épaisseur de 16 à 85 mm. Bien sûr, plus l'épaisseur augmente, meilleure est l'isolation. Une épaisseur de 16 mm n'est pas adaptée à une véranda puisque cette épaisseur ne présente pas les caractéristiques d'isolation nécessaires.
- Le « panneau photovoltaïque » : un panneau solaire photovoltaïque en surface pour permettre la production d'électricité combiné en dessous par un « panneau sandwich » qui permet à la fois l'isolation thermique, et de renforcer l'étanchéité du système.

La solution pour avoir un espace de vie agréable quelle que soit la saison est souvent l'utilisation d'un matériau classique de type tuiles + isolation plutôt qu'une solution mixte entre panneaux sandwich et polycarbonate ou entre panneaux sandwich et verre. 

### Règlementation française
En France, les dispositions du Code de l'urbanisme s’appliquent intégralement à ces éléments de constructions. Elles doivent donc être déclarées en mairie avant la construction et sont soumises à la taxe d'aménagement. 
(Articles R 421-14, R 421-9 et R421-17 du Code de l’Urbanisme) :
Les surfaces suivantes sont exprimées en m2 de surface de plancher et d'emprise au sol constitutive de surface de plancher. 
Précisions : pour le calcul de l'emprise au sol, il ne faut prendre que l'emprise au sol constitutive de surface de plancher.
Par exemple, un garage n'est pas constitutif de surface de plancher mais uniquement d'emprise au sol.
 Déclaration préalable 
La déclaration préalable est obligatoire pour une surface de plus de 5 m2 jusqu'à 20 m2.
Au-delà de 20 m2 et jusqu'à 40 m2, si la construction ne dépasse pas 150 m2 de planchers cumulés  (existant + véranda) et si elle se trouve en zone urbaine du plan d'occupation des sols (POS) ou du plan local d'urbanisme (PLU) de la commune.
 Permis de construire
Au-delà de 20 m2 si la construction est en dehors de la zone urbaine du POS ou du PLU de la commune.
Au-delà de 20 m2 et jusqu'à 40 m2, si la surface de plancher cumulée (existant + véranda) dépasse 150 m2  > Attention appel à architecte pour établir le volet paysager et valider la demande de permis de construire.
Au-delà de 40 m2 à créer, dans tous les cas > Attention éventuel recours à architecte pour établir le volet paysager et valider la demande de permis de construire si la surface de plancher cumulée dépasse les 150 m2.
Dans les secteurs sauvegardés ou sites naturels protégés, des réglementations particulières peuvent rendre obligatoire l'appel à un architecte.

### Le marché de la véranda
Le marché de la véranda, s'adresse principalement aux particuliers qui souhaitent agrandir leur habitation, à moindre frais tout en privilégiant la polyvalence de la véranda (apport calorique, luminosité, modularité et faible coût de construction).

### La véranda bioclimatique
La différence avec une véranda classique repose surtout dans la toiture. En effet, celle d’une véranda bioclimatique est constituée de plusieurs lamelles ou lattes, généralement en aluminium, ou d’un velum, qui s’articulent de façon automatique ou manuelle au fur et à mesure des modifications climatiques (lumière, vent, etc.). Afin de construire cette extension bioclimatique de façon performante, il est nécessaire de l’accoler à la maison par un mur en dur et ouverte sur l’habitation principale. Il est aussi important de choisir les matériaux avec précision, suivant le rendu souhaité évidemment, mais aussi selon leurs propriétés et le climat de la région de l’habitation. Ce type de construction laisse passer la lumière et capte la chaleur, elle protège de la pluie et du vent.